# Chūō (Tokio)
Chūō (中央区 Chūō-ku?)  es un barrio especial de la Metrópolis de Tokio, en Japón. Es común que se autodenomine "Ciudad de Chūō ". En 2023 la población era de 169 107 habitantes, con una densidad de 16 660 personas por km², en un área de 10,15 km². La gran actividad comercial del barrio especial, hace que tenga un gran porcentaje de población flotante. El barrio especial fue creada el 15 de marzo de 1947, aunque los asentamientos más antiguos son de 1869.

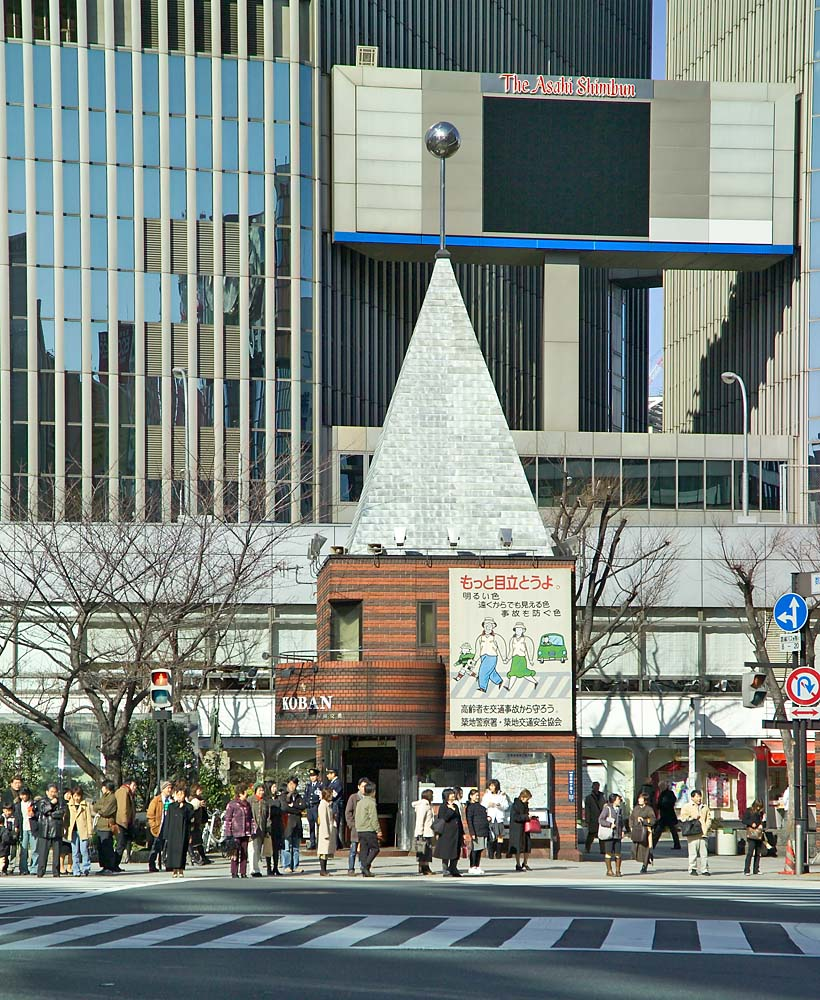
Koban en Ginza.

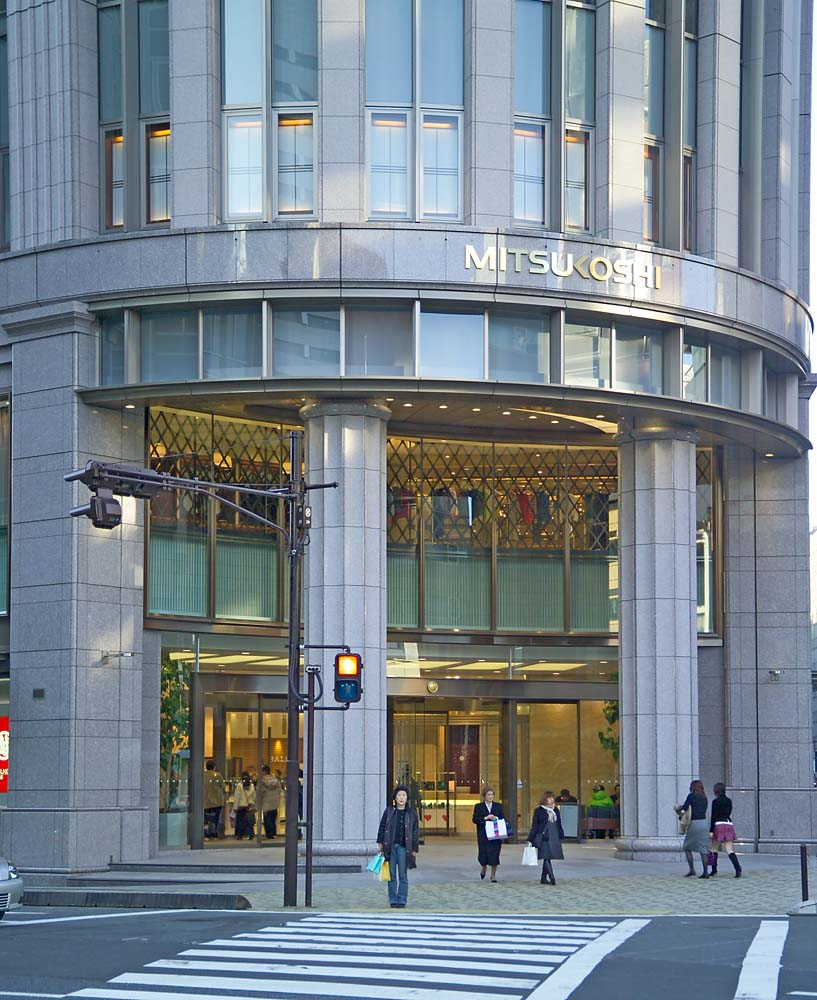
Tienda departamental Mitsukoshi.

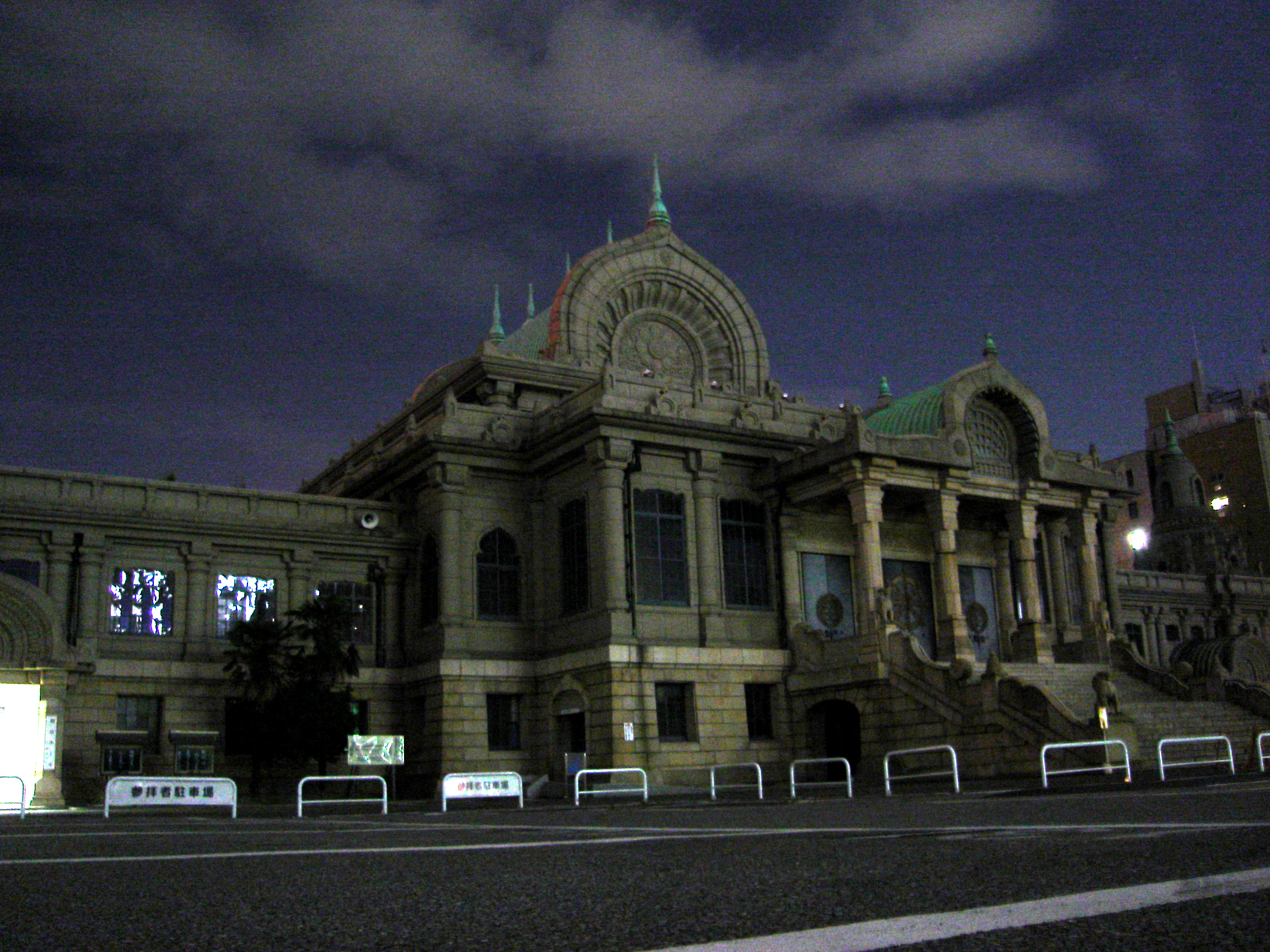
Tsukiji Honganji.

Históricamente, Chūō es el centro comercial de Tokio, aunque Shinjuku ha crecido a este nivel desde el final de la Segunda Guerra Mundial.  Muchos de los hitos y lugares famosos de la metrópolis se encuentran en Chūō, incluyendo al distrito de Ginza, y la casa de moneda (Kinza), en un lugar antes ocupado por el edificio central del Banco de Japón.
Aunque Chūō se encuentra en la parte oriental de la capital, su nombre (de significado "centro") se debe a que se encuentra en medio de los barrios especiales de la Metrópolis de Tokio: Sumida, Taito, Chiyoda y Minato.